# Ophiogramma maronii
Ophiogramma maronii är en fjärilsart som beskrevs av Thierry-mieg 1915. Ophiogramma maronii ingår i släktet Ophiogramma och familjen mätare. Inga underarter finns listade i Catalogue of Life.